# Shibasaburo Kitasato
Kitasato Shibasaburō (北里 柴三郎, Kitasato Shibasaburou) (Oguni, Kumamoto, 1852 — Tóquio, 1931) foi um bacteriologista japonês. Foi o descobridor do agente infeccioso da peste bubônica.

## Carreira
Formado pela Universidade de Tóquio, Shibasaburo viajou a Berlim (1885-1891) e estudou com o bacteriologista alemão Robert Koch. Após sua volta ao Japão, serviu em várias academias, pesquisas e postos administrativos na Universidade de Tóquio, na Universidade Keio e no Instituto Imperial Japonês. Em 1915, criou seu próprio laboratório de pesquisa. Isolou três importantes bacilos: o causador do tétano (1889), do antrax (1889) e da disenteria (1898) e preparou a antitoxina da difteria (1890).
Em 1894, ele descobriu o agente infeccioso da peste bubônica, ao mesmo tempo em que o bacteriologista suíço Alexandre Yersin fazia a mesma descoberta em Hong Kong.
Kitasato foi indicado para o primeiro Prêmio Nobel anual de Fisiologia ou Medicina em 1901.
Faleceu em 1931 e está sepultado do cemitério de Aoyama.